# Orazio Marescotti, I principe di Parrano
Orazio Marescotti, I principe di Parrano (... – Roma, 16 maggio 1772), è stato un nobile italiano.

## Biografia
Figlio di Sforza Marescotti e di sua moglie, Eleonora Falconieri, era nipote di Prudenza Gabrielli Capizucchi e del cardinale Alessandro Falconieri, nonché cugino del principe Francesco Maria Marescotti Ruspoli.
Il 10 ottobre 1733, papa Clemente XII elevò la contea di Parrano al rango di principato indipendente a favore di Orazio Marescotti che ne divenne così il primo principe.
Nel 1757 venne eletto senatore a Roma e fu nel contempo prescelto quale cameriere di cappa e spada soprannumerario di papa Benedetto XIV.
Fu protettore dell'artista marchigiano Sebastiano Ceccarini il quale dipinse per lui l' Allegoria dei cinque sensi, dipinto rappresentante i figli da lui avuti dalla prima moglie, col chiaro intento nel contempo di presentarli agli esponenti della nobiltà romana essendosi i Marescotti trasferiti da poco nella Città Eterna ed avendo fatto fortuna con l'apparentamento coi Ruspoli e l'acquisizione del titolo principesco. Il quadro venne esposto al Pantheon di Roma in una mostra di artisti romani nel 1750.
Nel 1764, acquistò Palazzo Maffei in via dei Cestari (che divenne da quel momento noto come Palazzo Maffei Marescotti) assieme al fratello monsignor Alessandro Marescotti (?-1784) e da subito iniziò una serie di lavori di ammodernamento sulla struttura, aggiungendovi otto finestre ed espandendo la struttura con l'acquisto di un caseggiato fatiscente appartenuto alla famiglia nobile romana dei Leni. L'autore del progetto del palazzo nuovo fu il celebre architetto Ferdinando Fuga (1699-1782), il quale riprodusse fedelmente una facciata di stile Cinquecentesco.
Morì a Roma il 16 maggio 1772.

## Matrimonio e figli

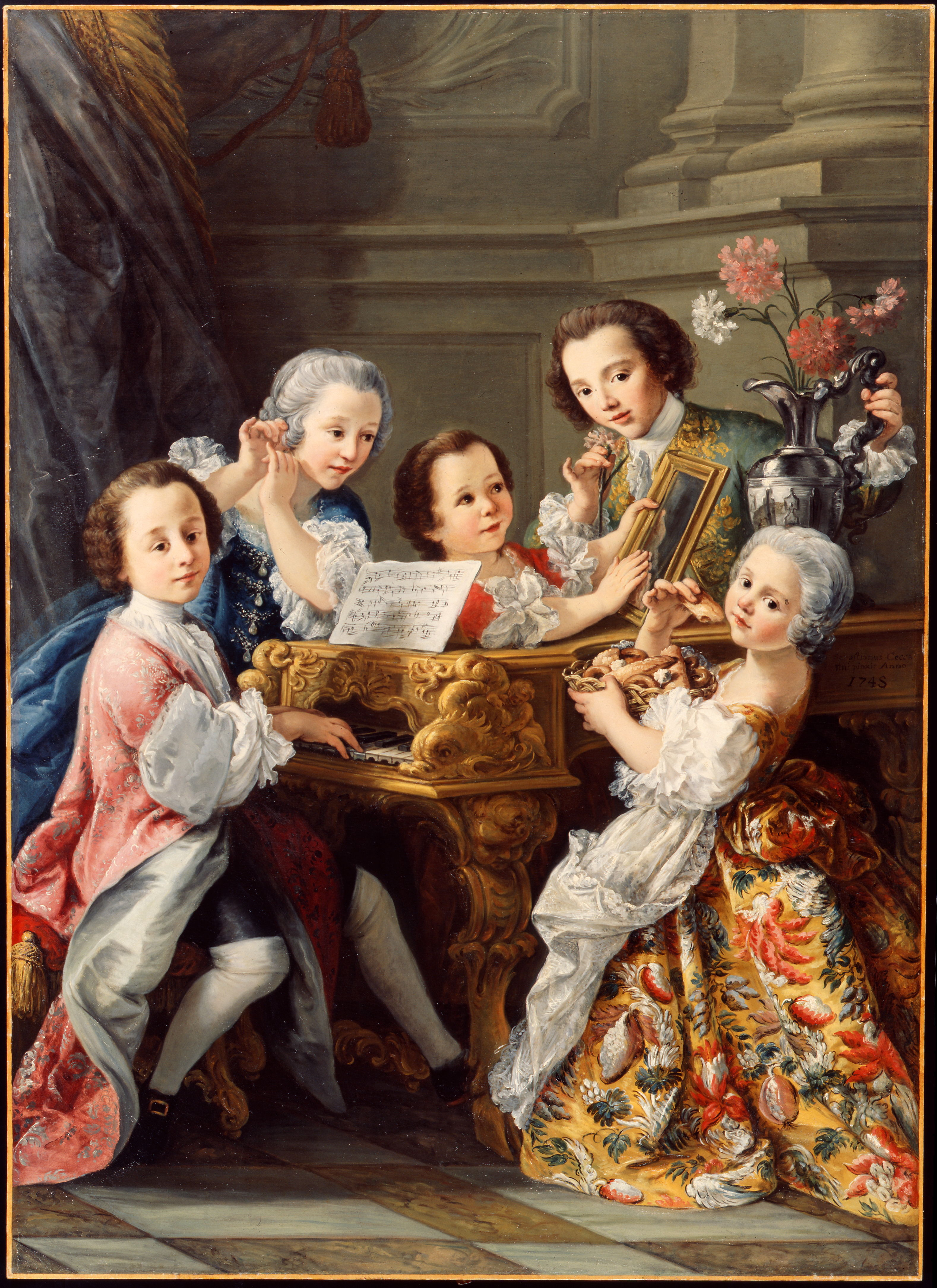
Sebastiano Ceccarini, Allegoria dei cinque sensi, 1750. I bambini raffigurati sono figli di Ottavio Marescotti e della sua prima moglie, Daria Spada-Veralli.

Orazio Marescotti sposò a Roma il 25 febbraio 1734 Daria Spada-Veralli (m. 10 aprile 1747), figlia di Clemente, III marchese di Castel Viscardo, e di sua moglie, la nobildonna romana Maria Pulcheria Rocci. Da questo matrimonio nacquero sei figli:
- Sforza Luigi, II principe di Parrano (1735 - 1779), sposò nel 1764 la nobildonna Marianna de Torres dell'Aquila (1740 - 1806), poi moglie in seconde nozze di Luigi Lante Montefeltro Della Rovere, duca di Bomarzo
- Galeazzo (2 marzo 1736 - 12 aprile 1802), Cameriere segreto di Papa Clemente XIII dal 1758 al 1769 e prelato domestico di Papa Clemente XIV dal 1769 al 1774
- Giacinta (1737 - ?), monaca domenicana del monastero dei santi Domenico e Sisto a Roma dal 1753
- Eleonora (1739 - ?), monaca domenicana del monastero dei santi Domenico e Sisto a Roma dal 1755
- Francesco (1741 - 1813), cavaliere dell'Ordine di Malta, maggiore dell'esercito pontificio
- Prudenzia (1746 - ?), monaca oblata al monastero di Tor de Specchi a Roma dal 1760

Dopo la morte della prima moglie, si risposò a Roma con Lucia Rossi, già vedova Mazzolli, dalla quale ebbe due figli:
- Bartolomeo (? - 1801), brigadiere della guardia nobile pontificia
- Camillo (? - 9 febbraio 1833), brigadiere della guardia nobile pontificia

## Albero genealogico
|                                                         |                            |                             | Genitori                                         |  |  | Nonni |  |  | Bisnonni                                         |  |  | Trisnonni                                       |  |
|                                                         |                            |                             |                                                  |  |  |       |  |  | Sforza Vicino Marescotti, IV conte di Vignanello |  |  | Marcantonio Marescotti, III conte di Vignanello |  |
|                                                         |                            |                             |                                                  |  |  |       |  |  | Sforza Vicino Marescotti, IV conte di Vignanello |  |  | Marcantonio Marescotti, III conte di Vignanello |  |
|                                                         |                            | Ottavia Orsini              |                                                  |  |  |       |  |  | Sforza Vicino Marescotti, IV conte di Vignanello |  |  |                                                 |  |
| Alessandro Marescotti Capizucchi, V conte di Vignanello |                            |                             |                                                  |  |  |       |  |  | Sforza Vicino Marescotti, IV conte di Vignanello |  |  |                                                 |  |
|                                                         |                            | Vittoria Ruspoli            | Orazio Ruspoli                                   |  |  |       |  |  |                                                  |  |  |                                                 |  |
|                                                         |                            | Vittoria Ruspoli            | Orazio Ruspoli                                   |  |  |       |  |  |                                                  |  |  |                                                 |  |
|                                                         |                            | Vittoria Ruspoli            | Felice Cavalieri                                 |  |  |       |  |  |                                                  |  |  |                                                 |  |
| Sforza Marescotti, conte di Parrano                     |                            | Vittoria Ruspoli            |                                                  |  |  |       |  |  |                                                  |  |  |                                                 |  |
|                                                         |                            | Mario Gabrielli             | Antonio Gabrielli                                |  |  |       |  |  |                                                  |  |  |                                                 |  |
|                                                         |                            | Mario Gabrielli             | Antonio Gabrielli                                |  |  |       |  |  |                                                  |  |  |                                                 |  |
|                                                         |                            | Mario Gabrielli             | Prudenza Lancellotti                             |  |  |       |  |  |                                                  |  |  |                                                 |  |
| Prudenza Gabrielli Capizucchi                           |                            | Mario Gabrielli             |                                                  |  |  |       |  |  |                                                  |  |  |                                                 |  |
|                                                         |                            | Maddalena Falconieri        | Pietro Falconieri                                |  |  |       |  |  |                                                  |  |  |                                                 |  |
|                                                         |                            | Maddalena Falconieri        | Pietro Falconieri                                |  |  |       |  |  |                                                  |  |  |                                                 |  |
|                                                         |                            | Maddalena Falconieri        | Dianora Bene                                     |  |  |       |  |  |                                                  |  |  |                                                 |  |
| Orazio Marescotti, I principe di Parrano                |                            | Maddalena Falconieri        |                                                  |  |  |       |  |  |                                                  |  |  |                                                 |  |
|                                                         | Paolo Francesco Falconieri | Orazio Paolo Falconieri     |                                                  |  |  |       |  |  |                                                  |  |  |                                                 |  |
|                                                         | Paolo Francesco Falconieri | Orazio Paolo Falconieri     |                                                  |  |  |       |  |  |                                                  |  |  |                                                 |  |
|                                                         | Paolo Francesco Falconieri | Ottavia Sacchetti           |                                                  |  |  |       |  |  |                                                  |  |  |                                                 |  |
| Lelio Falconieri                                        | Paolo Francesco Falconieri |                             |                                                  |  |  |       |  |  |                                                  |  |  |                                                 |  |
|                                                         |                            | Vittoria Colonna Del Bufalo | Ottavio Paolo del Bufalo, II marchese di Fighine |  |  |       |  |  |                                                  |  |  |                                                 |  |
|                                                         |                            | Vittoria Colonna Del Bufalo | Ottavio Paolo del Bufalo, II marchese di Fighine |  |  |       |  |  |                                                  |  |  |                                                 |  |
|                                                         |                            | Vittoria Colonna Del Bufalo | Alessandra Bandini                               |  |  |       |  |  |                                                  |  |  |                                                 |  |
| Eleonora Falconieri                                     |                            | Vittoria Colonna Del Bufalo |                                                  |  |  |       |  |  |                                                  |  |  |                                                 |  |
|                                                         |                            | Mario Mellini               | Paolo Mellini                                    |  |  |       |  |  |                                                  |  |  |                                                 |  |
|                                                         |                            | Mario Mellini               | Paolo Mellini                                    |  |  |       |  |  |                                                  |  |  |                                                 |  |
|                                                         |                            | Mario Mellini               | Porzia del Mantaco                               |  |  |       |  |  |                                                  |  |  |                                                 |  |
| Anna Maria Mellini                                      |                            | Mario Mellini               |                                                  |  |  |       |  |  |                                                  |  |  |                                                 |  |
|                                                         |                            | Ginevra Capponi             | Neri Capponi                                     |  |  |       |  |  |                                                  |  |  |                                                 |  |
|                                                         |                            | Ginevra Capponi             | Neri Capponi                                     |  |  |       |  |  |                                                  |  |  |                                                 |  |
|                                                         |                            | Ginevra Capponi             | Alessandra Covoni                                |  |  |       |  |  |                                                  |  |  |                                                 |  |
|                                                         |                            | Ginevra Capponi             |                                                  |  |  |       |  |  |                                                  |  |  |                                                 |  |